# دال‌های مجوف دوپوش
اختراع سقف حبابی (دال مجوف دوپوش) نخستین بار توسط یک مهندس عمران به نام آقای Joergen Breuning در کشور دانمارک ثبت گردید.
گروه مهندسین سازه دانمارکی با بررسی و انجام آزمایش‌ها مختلف بر روی احجام مختلف پر کننده سقف اعم از کروی، مکعبی، هرمی و … صورت گرفت و با توجه به مزایای که شکل کروی توپ مانند که پر از هواست توانست بهترین نتیجه را داشته باشد . در نهایت شکل کروی کامل را به علت توزیع تنش بهتر و عدم وجود تمرکز تنش در هنگام اعمال بارهای جانبی و همچنین عدم نیاز به استفاده از مواد افزودنی در بتن و عدم وجود مشکلات اجرایی، برگزیدند.
در نهایت پس از اجرای موفقیت آمیز یک پروژه در سال 1990 در کشور آلمان و اخذ تاییدیه های بین المللی، تکنولوژی BubbleDeck الگوی سایر سیستم های مشابه قرار گرفت. 

## مزایای اجرایی
بابل دک و مزایای اجرایی
- افزایش سرعت و سهولت اجرا به دلیل پیش ساخته بودن پنل‌ها
- حذف آرماتوربندی در سایت
- کاهش حجم بتن ریزی در کل سازه
- اجرای آسان و سریع توسط نیروی بومی هر منطقه
- عدم نیاز به ماشین آلات و تجهیزات خاص اجرایی
- عدم نیاز به اجرای آستر سیمان و یا گچ و خاک در زیر سقف
- عبور راحت‌تر تأسیسات از زیر سقف
- امکان تردد ایمن و آسان کارگران در حین ساخت.
- کاهش انتشار سر و صدا حین تولید، انتقال و نصب اجزاء

## مزایای اقتصادی
مقرون به صرفه و هزینه مناسب برای ساخت یک سازه یا ساختمان از موارد مهم می باشد
از مزایای اقتصادی بابل دک می توان به مزایای اقتصادی زیر اشاره نمود
- کاهش میلگرد مصرفی و حجم بتن ریزی در کل سازه
- کاهش هزینه نازک کاری و تأسیسات الکتریکی و مکانیکی
- امکان حذف سقف کاذب
- کاهش مصرف انرژی جهت برآوردن نیازهای تأسیساتی در ساختمان‌های عمومی به ویژه بیمارستان
- کاهش نیاز به نیروی کارگری
- کاهش هزینه‌های ساخت و ساز اسکلت
- ساده‌تر شدن مراحل نصب و اجرا و عدم نیاز به کارگر ماهر
- کاهش زمان نصب و اجرا (در حدود 20 تا 40%)

## مزایای فنی
از مزایای فنی بابل دک می توان به مزایای زیر اشاره نمود
- بهبود عملکرد لرزه‌ای
- عدم محدودیت استفاده در مناطق با آب و هوای مختلف
- توزیع دو طرفه و مناسب بارهای وارد بر کف به سازه
- کاهش میزان انتقال صوت و حرارت
- ایمنی بالا در برابر آتش‌سوزی
- وزن کم، ضخامت کم و دو طرفه بودن
- حذف تیرها و آویزها

## مزایای معماری
بابل دک از مزایای معماری بسیاری برخوردار می باشد که در زیر به برخی از آنها اشاره می کنیم :
- ایجاد دهانه‌های بزرگتر
- کاهش تعداد ستون‌ها
- تأمین پارکینگ بیشتر، فضای تجاری بیشتر و معماری دلخواه
- افزایش ارتفاع مفید طبقات
- امکان ستون گذاری نامنظم
- استفاد بهینه از فضا و افزایش متراژ بنا
- امکان ایجاد بازشوهای نامنظم